# Malaysian Open
Il Malaysian Open è stato un torneo maschile di tennis professionistico che si disputava su campi di cemento indoor. Faceva parte dell'ATP World Tour 250 series. Si è giocato annualmente tra la fine di settembre e l'inizio di ottobre al Bukit Jalil Sports Complex di Kuala Lumpur, Malaysia. Dal 2016 è stato sostituito dal torneo di Chengdu.

## Albo d'oro

### Singolare
| Anno | Campione          | Finalista         | Punteggio           |
| ---- | ----------------- | ----------------- | ------------------- |
| 2015 | David Ferrer      | Feliciano López   | 7–5, 7–5            |
| 2014 | Kei Nishikori     | Julien Benneteau  | 7–6(4), 6–4         |
| 2013 | João Sousa        | Julien Benneteau  | 2–6, 7–5, 6–4       |
| 2012 | Juan Mónaco       | Julien Benneteau  | 7–5, 4–6, 6–3       |
| 2011 | Janko Tipsarević  | Marcos Baghdatis  | 6–4, 7–5            |
| 2010 | Michail Južnyj    | Andrej Golubev    | 6(7)–7, 6–2, 7–6(3) |
| 2009 | Nikolaj Davydenko | Fernando Verdasco | 6–4, 7–5            |

### Doppio
| Anno | Campione                             | Finalista                            | Punteggio           |
| ---- | ------------------------------------ | ------------------------------------ | ------------------- |
| 2015 | Treat Conrad Huey Henri Kontinen     | Raven Klaasen Rajeev Ram             | 7–6(4), 6–2         |
| 2014 | Marcin Matkowski Leander Paes        | Jamie Murray John Peers              | 3–6, 7–6(5), [10–5] |
| 2013 | Eric Butorac (2) Raven Klaasen       | Pablo Cuevas Horacio Zeballos        | 6–2, 6–4            |
| 2012 | Alexander Peya Bruno Soares          | Colin Fleming Ross Hutchins          | 5–7, 7–5, [10–7]    |
| 2011 | Eric Butorac (1) Jean-Julien Rojer   | František Čermák Filip Polášek       | 6–1, 6–3            |
| 2010 | František Čermák Michal Mertiňák     | Mariusz Fyrstenberg Marcin Matkowski | 7–6(3), 7–6(5)      |
| 2009 | Mariusz Fyrstenberg Marcin Matkowski | Igor' Kunicyn Jaroslav Levinský      | 6–2, 6–1            |